# Diu Head
Diu Head är en udde i Indien.   Det ligger i unionsterritoriet Dadra och Nagar Haveli och Daman och Diu, i den västra delen av landet, 1 100 km sydväst om huvudstaden New Delhi. Diu Head ligger 13 meter över havet.
Terrängen runt Diu Head är mycket platt. Havet är nära Diu Head söderut.  Närmaste större samhälle är Diu, 16,0 km öster om Diu Head.